# Castello Sforzesco

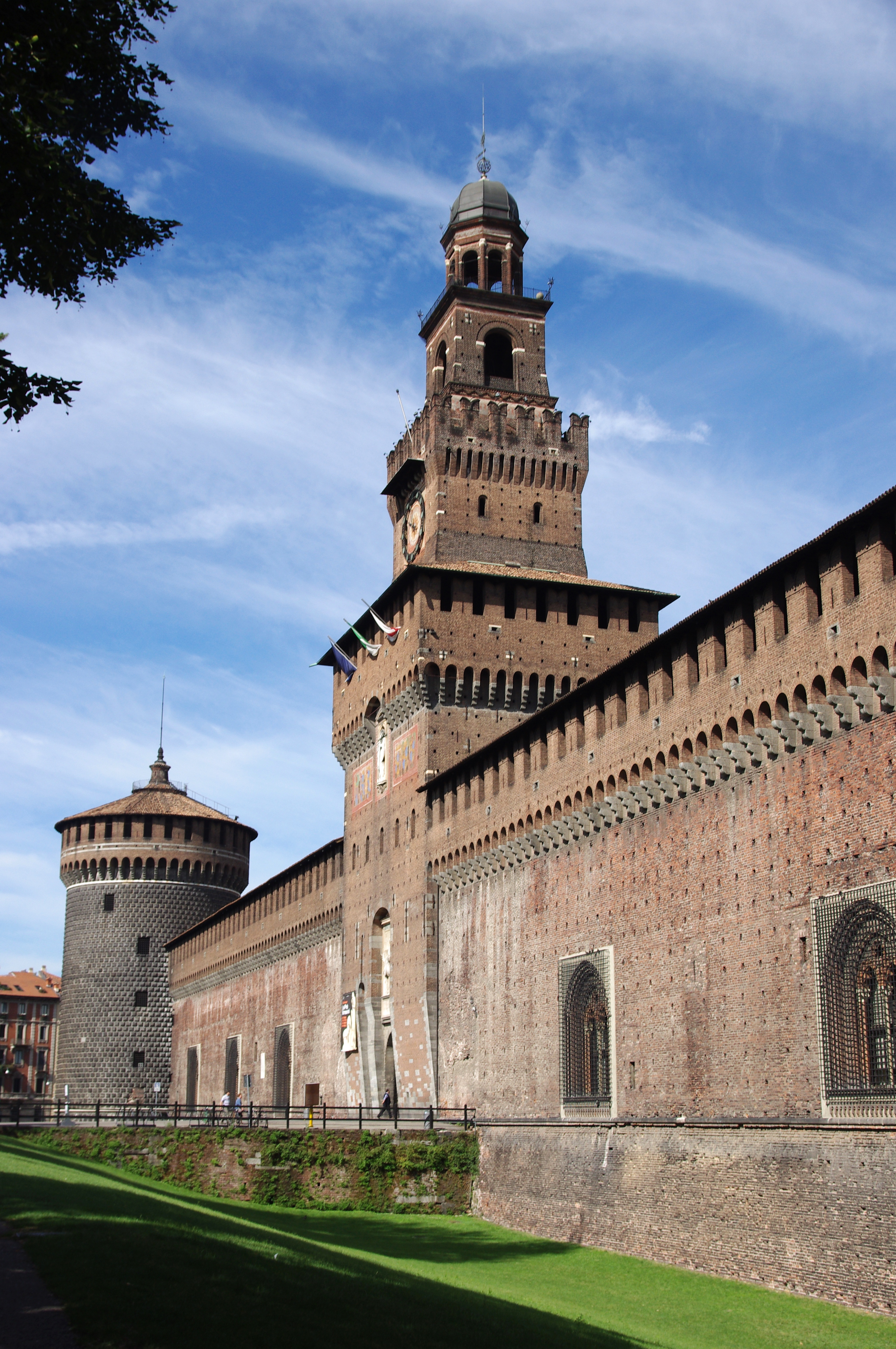
Castello Sforzesco

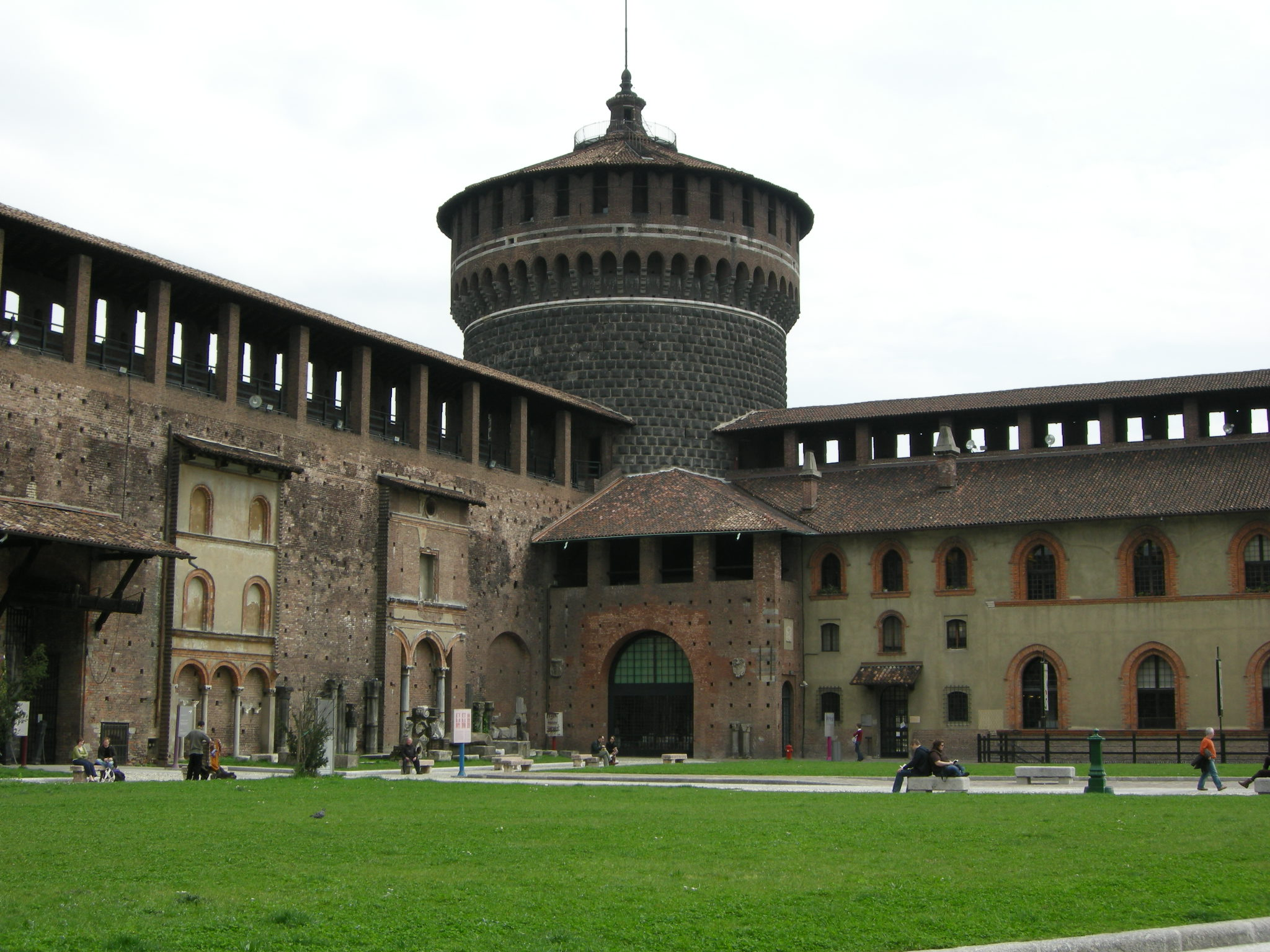
Innenhof des Castello Sforzesco

Castello Sforzesco ist ein Schloss in Mailand. Es steht an der Piazza Castello im Nordwesten der Altstadt.

## Geschichte

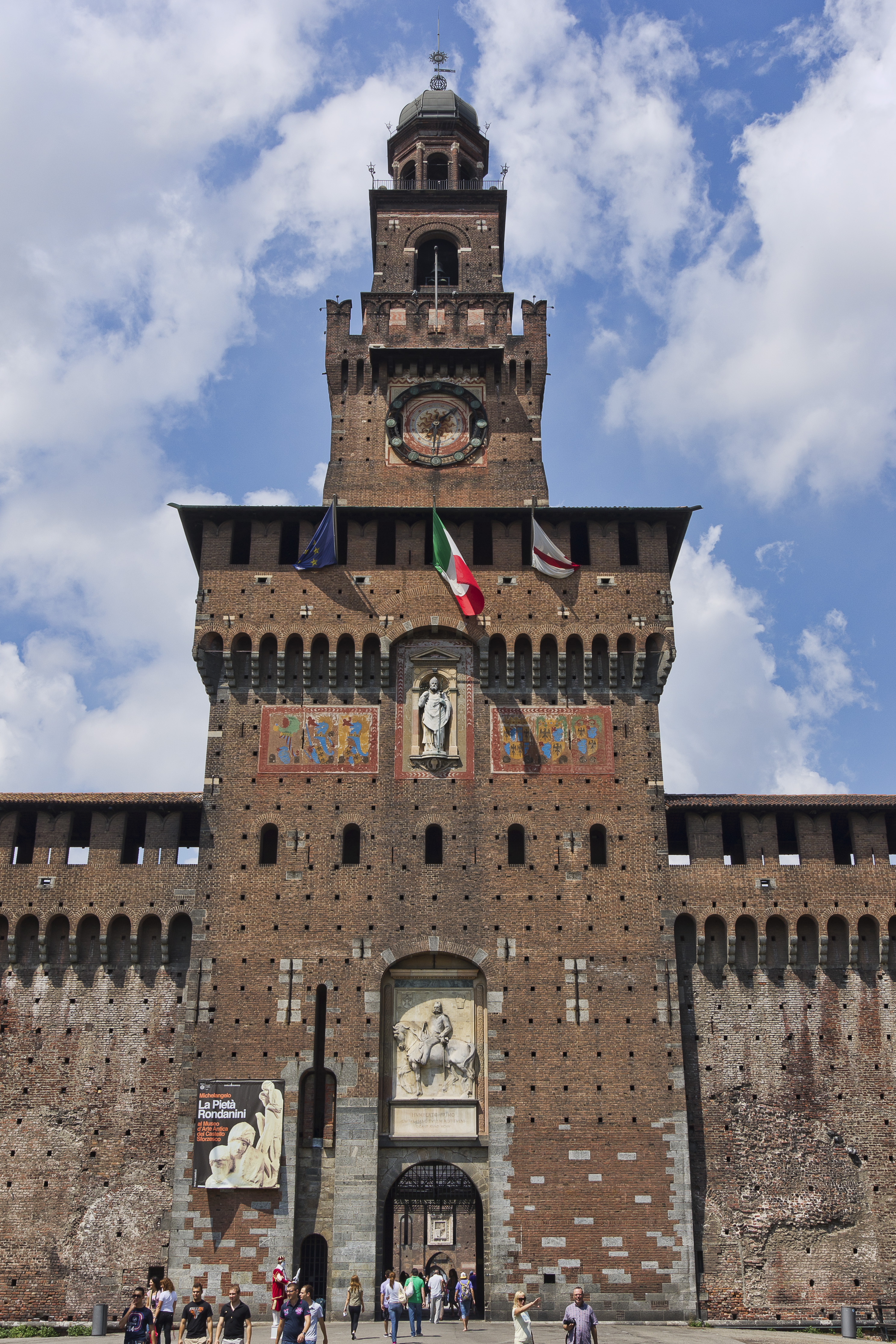
Die Torre Filarete mit dem Eingangstor zum Castello

Der Bau des Castello geht auf Galeazzo II. Visconti zurück, der im 14. Jahrhundert an der mittelalterlichen Stadtmauer das „Castello di Porta Giovia“ nach dem gleichnamigen Stadttor errichten ließ. Die Nachfolger Gian Galeazzo und Filippo Maria bauten die Verteidigungsburg als Wohnanlage aus und legten den Schlosspark an.
Das mächtige, von Zinnen gekrönte Kastell wurde ab 1450 von Francesco I. Sforza an der Stelle der in den Jahren 1360–1370 erbauten und im Jahre 1447 zerstörten Burg der Familie Visconti gebaut. An der Anlage haben zahlreiche Architekten gearbeitet und umgebaut, unter ihnen Guiniforte Solari, Leonardo da Vinci, Filarete, Bramante und Cesare Cesariano. Der zentrale Turm ist nach seinem Schöpfer „Torre del Filarete“ genannt. 1466 ließ der Galeazzo Maria Sforza, den inneren Teil des Schlosses als Residenz ausbauen mit einem herzoglichen Hof, umgeben von dem verstärkten Komplex der Rocchetta, einer Festung in der Festung. Hier befindet sich ein weiterer Turm, genannt “Bona” nach Bona di Savoia, Witwe von Galeazzo Maria Sforza.
Nach der Zerschlagung der Herrschaft der Sforza durch die Franzosen 1499, folgten Jahre des Bürgerkrieges, Besatzung und Belagerung, die dem Mailänder Schloss stark zusetzten. Der als Munitionsdepot genutzte Torre del Filarete explodierte 1521 nach einem Blitzschlag.
Unter der folgenden spanischen Herrschaft wurde das Castello Sforzesco 1526 zu einem sternförmigen Verteidigungsring umgebaut. Die militärische Funktion setzte sich unter der österreichischen Herrschaft der Habsburger 1706 fort.
Dieses Bastionensystem, das seit der spanischen Herrschaft im 17. und 18. Jahrhundert das Schloss umgab, ließ ab 1800 Napoleon schleifen, es wurde später teils überbaut, teils parkartig umgestaltet (siehe Simplonpark). Hier befinden sich u. a. die Arena Civica, ein Aussichtsturm und der neoklassische Triumphbogen Arco della Pace (Friedenstor) aus den Jahren 1807–1838.
Anlässlich des Risorgimento wurde während der Aufstände der „Cinque Giornate“ vom 18. bis zum 22. März 1848 gegen die österreichische Herrschaft das Castello Sforzesco vom Volk gestürmt.
In den Jahren 1893–1905 wurde die vom Abbruch bedrohte Anlage durch Luca Beltrami umfangreich restauriert. Auch die Kriegszerstörungen durch die Bombardierung von 1943 konnten behoben werden.

## Baugestalt
Die Lage des Kastells im Verlauf sowohl der mittelalterlichen als auch noch der barock erweiterten Mailänder Stadtbefestigung begünstigte die strategische Situation nicht nur für die Abwehr äußerer Feinde, sondern auch gegen innerstädtische Aufstände.
Mit ihrem quadratischen Grundriss folgt die Anlage wie andere mittelalterliche Talburgen der Poebene auch dem Schema des römischen Castrums. Der Stadtmitte wendet sich die Südostfront zu, ihr Mittelturm, 1485 von Filarete errichtet, 1521 bei einer Pulverexplosion zerstört und um 1900 wieder rekonstruiert, steht genau in der Blickachse der Via Dante und deckt den Hauptzugang zum Innenhof. Runde Ecktürme mit rustizierter Quaderung flankieren die etwa 20 m hohe, geböschte Ziegelmauer, der einst noch ein Wassergraben vorgelagert war.
Den Innenbereich teilen sich je zur Hälfte die Piazza d'Armi, ein Exerzierplatz der rundherum kasernierten Soldaten der Sforza und die wiederum um Höfe gruppierten Flügel der Rocchetta im Westen und die Corte Ducale, die herzogliche Residenz im Norden. Verschiedene Brücken führen über die Gräben, so vom nördlichen Eckturm aus ein gedeckter Gang, der Bramante zugeschrieben wird.

## Museen
Das Schloss beherbergt heute verschiedene städtische Sammlungen. In der Corte Ducale ist das Museo d’Arte Antica beheimatet, es enthält vor allem Skulpturen von der Antike bis zur Renaissance. Zu den Exponaten gehört das Mausoleum mit Reiterstandbild des Bernabò Visconti von Bonino da Campione (1363) und das Grabmal des Gaston de Foix (Nemours) (1512). Die Holzskulpturen und eine bis zur Gegenwart reichende Möbelsammlung zeigt man in gemeinsamen Räumen. Der Rundgang führt auch durch die Sala delle Asse mit den Deckenfresken Leonardos und durch eine Waffensammlung. Im Corte Ducale befindet sich auch die ägyptische Sammlung des Archäologischen Museums und die Pinacoteca, eine Galerie italienischer Gemälde vom 15. bis zum 18. Jahrhundert. Andrea Mantegna, Antonello da Messina, Giovanni Bellini, Filippo Lippi, Antonio da Correggio, Tizian und Tintoretto sind hier vertreten.
Das Museo delle arte decorative zeigt in der Rocchetta die Geschichte des Kunsthandwerks, hier ist auch die Musikinstrumentensammlung untergebracht. Der Pietà Rondanini aus den Jahren 1553–1564, jener letzten, unvollendet gebliebenen Skulptur von Michelangelo ist neuerdings ein Museumssaal mit eigenem Zugang an der Südwestseite des großen Ehrenhofes vorbehalten. Die Raccolta della Stampe Achille Bertarelli, eine riesige Sammlung zur Geschichte der Druckgraphik, gespendet von Achille Bertarelli, zeigt im Flügel westlich des Filarete-Turms aus ihren Beständen nur Sonderausstellungen in wechselnder thematischer Auswahl.